# Museu Arqueológico de Tessalônica
O Museu Arqueológico de Tessalônica é um museu da Grécia, localizado na cidade de Tessalônica, voltado à preservação de um rico acervo que ilustra a arte e história de Tessalônica e da Macedônia Antiga desde a Pré-história até o período romano.

## História
O embrião do atual museu foi fundado em 1912 pelo Eforado de Antiguidades apenas duas semanas depois que a cidade passou para a soberania grega. Em 1925 um templo muçulmano, o Yeni Cami, foi entregue à administração civil e passou a receber o acervo. Durante a II Guerra Mundial muitas peças foram escondidas para evitar danos, e foram reintegradas à exposição pública em 1953. Neste ínterim, em 1950 foi destinada uma grande verba para a construção de um espaço mais adequado.
O prédio atual foi construído com um projeto de Patroklos Karantinos, e inaugurado em em 1962, sendo extensivamente restaurado em 1980, 2001 e 2004. Desde 2002 o Museu Arqueológico de Tessalônica é um Serviço Regional Especial separado do Ministério da Cultura. Foi reinaugurado em 2006 com seu acervo foi reorganizado em exposições temáticas que reconstituem a vida dos povos que habitaram a região. O museu também oferece ao público um programa de atividades paralelas que incluem oficinas, seminários, palestras e eventos recreativos.

## Módulos temáticos

### Memória e Pedras
Espaço a céu aberto com restos de antigos monumentos de Salônica e da Macedónia.

### Macedônia Pré-Histórica
Abordando a vida na pré-história, com destaque para a civilização Micênica, enfocando meios de subsistência, criação de animais, atividades de caça e pesca, elaboração de ferramentas, armazenagem de produtos e vários outros aspectos do cotidiano daqueles tempos longínquos, incluindo a religião e organização social.

### Em rumo ao nascimento das cidades
Com material resgatado de aldeamentos e cemitérios da Idade do Ferro, na região entre o monte Atos e o monte Olimpo. Ilustra aspectos das primeiras urbanizações  auto-suficientes e suas rotas de comércio e intercâmbio cultural com outras regiões, bem como trata das inovações na organização do sistema produtivo agrícola, que possibilitaram o surgimento de importantes cidades.

### Macedônia do século VII a.C. até a Antiguidade tardia

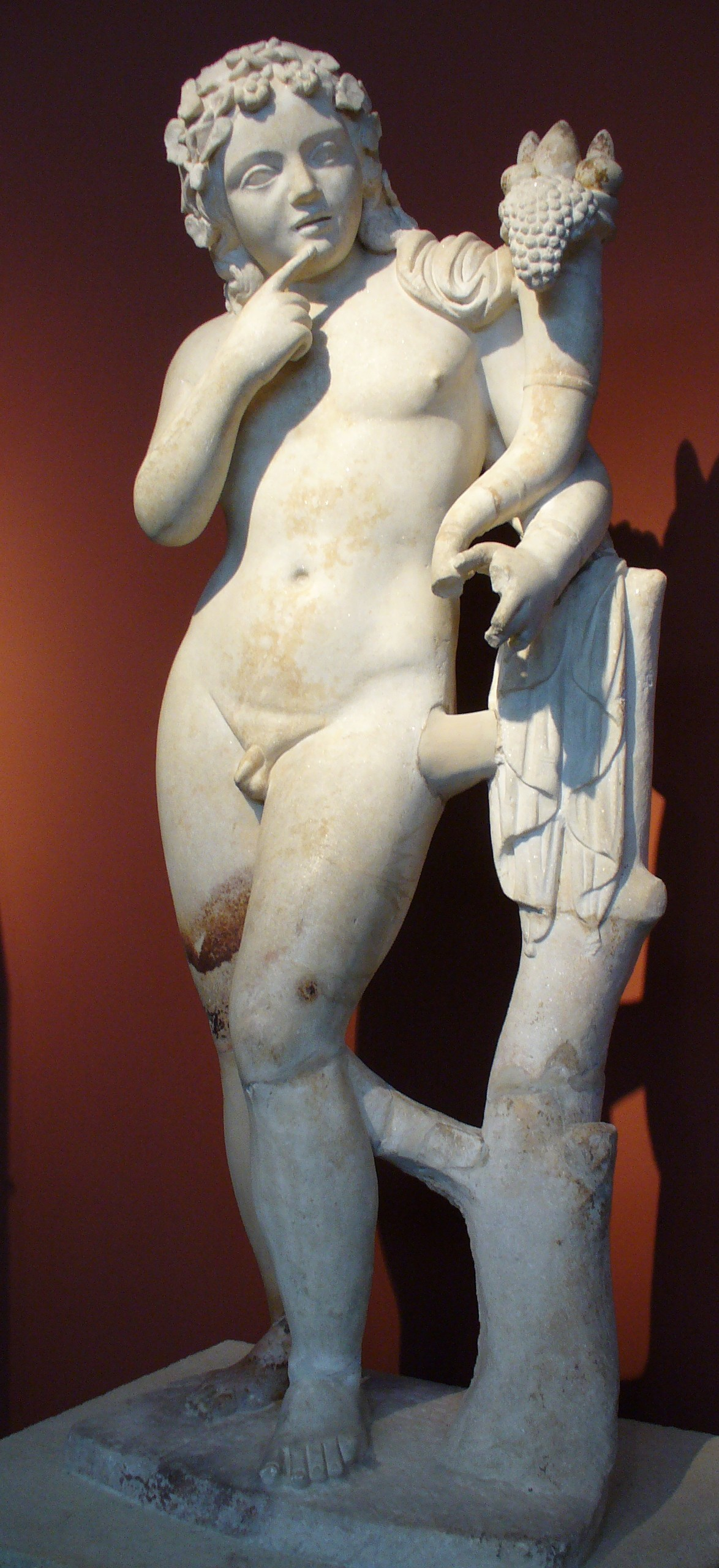
Estátua de Harpócrates

Enfocando em especial a vida dos macedônios desde a criação do Reino da Macedônia até o período romano. Compreende sub-módulos temáticos para a economia, política, sociedade, culto, guerra, morte, cotidiano, comércio e arte, com peças de Tessalônica, Pieria, Kilkis e Calcídica, algumas inéditas para o público. Recursos multimídia apresentam a organização das cidades e tumbas da Macedônia, e mostram reconstituições modernas de antigas peças teatrais e musicais, em especial uma composição musical recentemente decifrada encontrada em Vrasna.

### Tessalônica, a Metrópole da Macedônia
Reconstitui o papel central desempenhado pela cidade durante o período romano, formando um panorama dos seus dias de glória, com reconstituição de um percurso entre os principais pontos de interesse arqueológico e artístico, como os cemitérios, o complexo de Galério, a Ágora, o antigo centro administrativo, e outros. Coroa este módulo uma reconstituição de um templo jônico do período arcaico, transferido por inteiro em tempos romanos de seu local de origem - desconhecido - para a área do santuário de Tessalônica, com importante estatuária.

### Ouro da Macedônia
Com notável coleção de ourivesaria dos períodos arcaico e clássico, com ilustração dos processos de mineração, refino e aplicação artística do ouro.

### Peças principais
Dentre o rico acervo do museu se destacam a célebre Kratera Derveni, com profusa decoração, a estátua de Harpócrates, uma cabeça de Serápis, um elmo de bronze com uma máscara de ouro inclusa encontrada no cemitério de Sindos, uma cópia da Afrodite desnuda e um escudo de ouro das tumbas reais de Vergina.

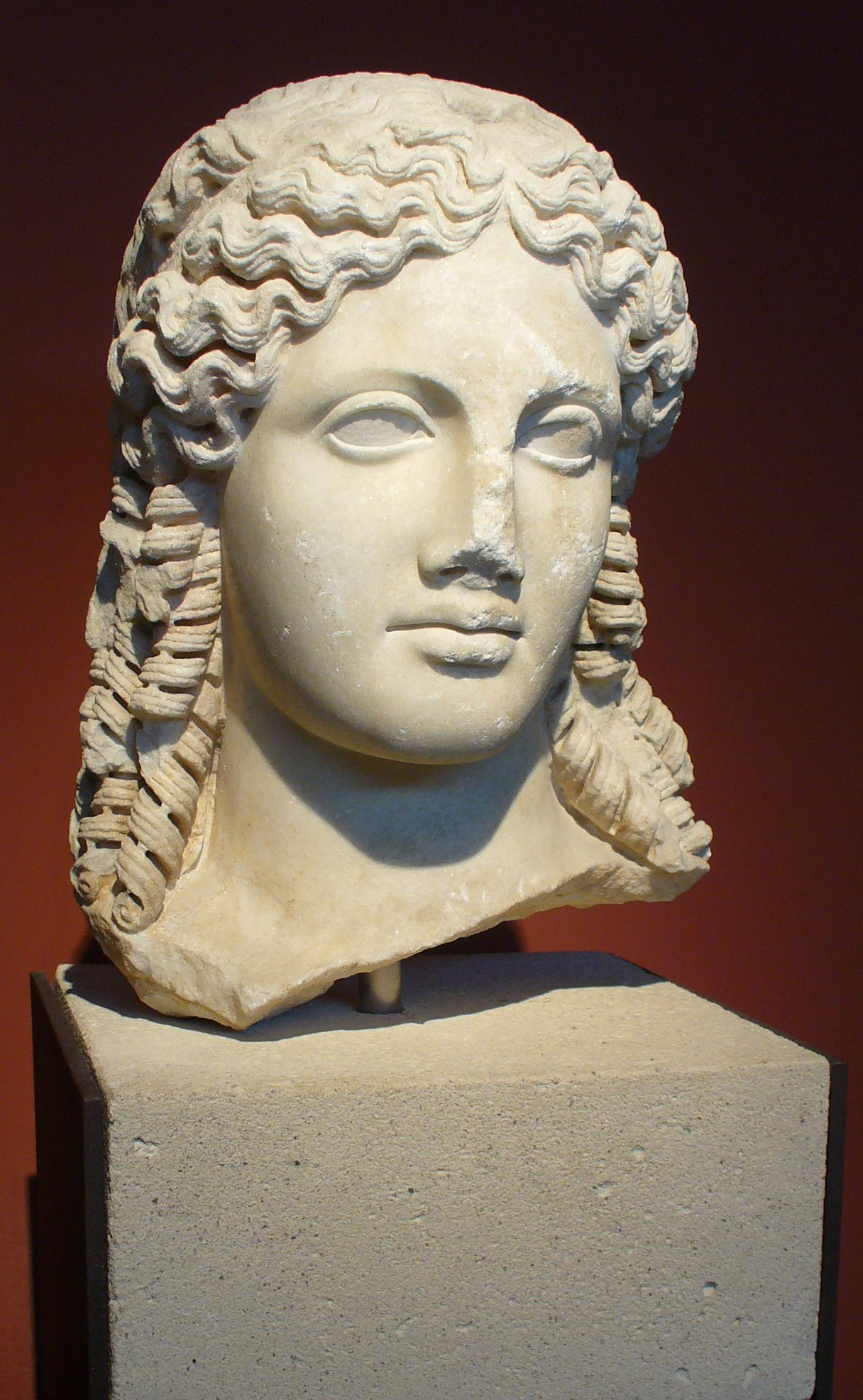
Cabeça de Ísis, século II
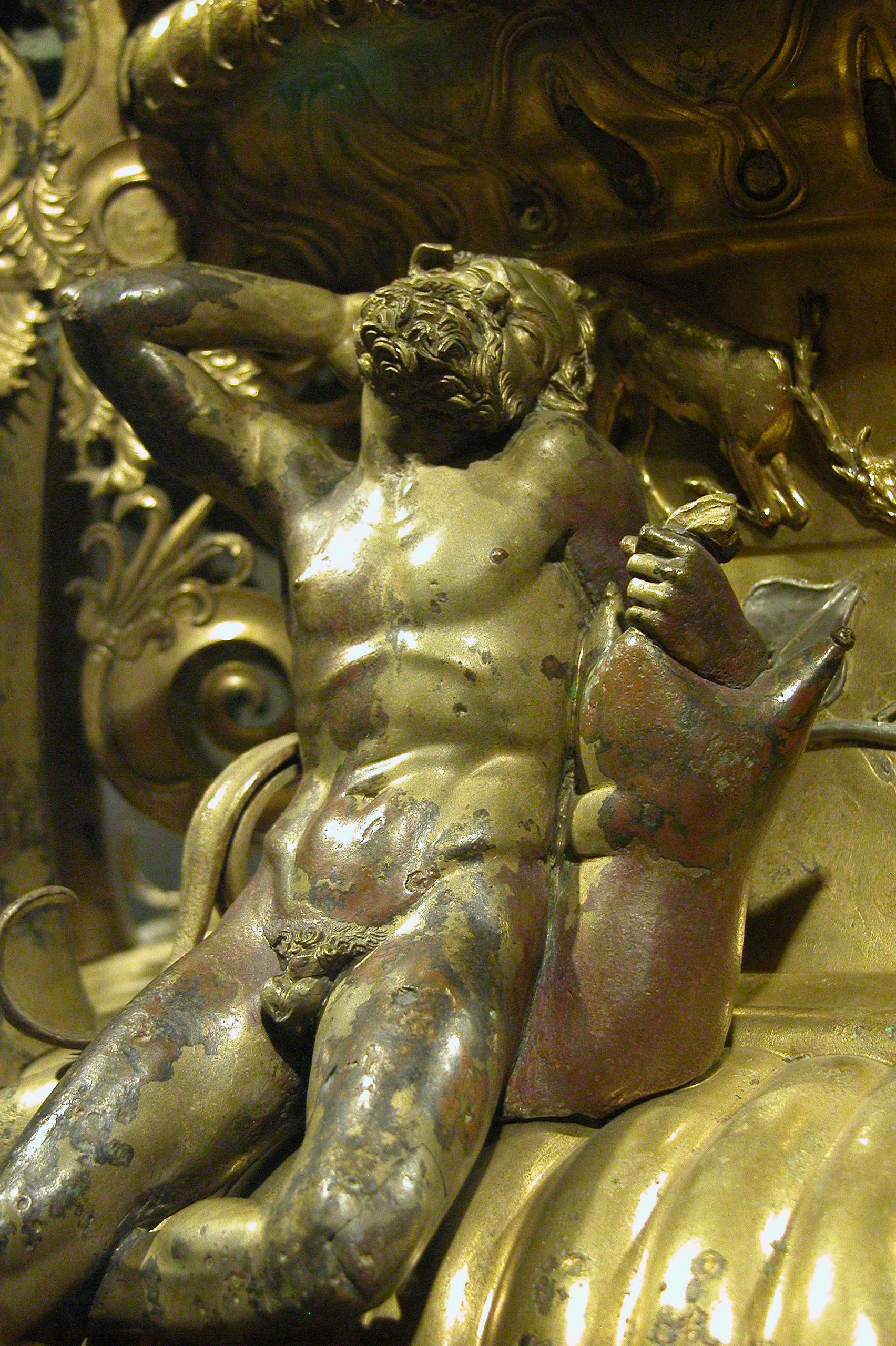
detalhe da Kratera Derveni
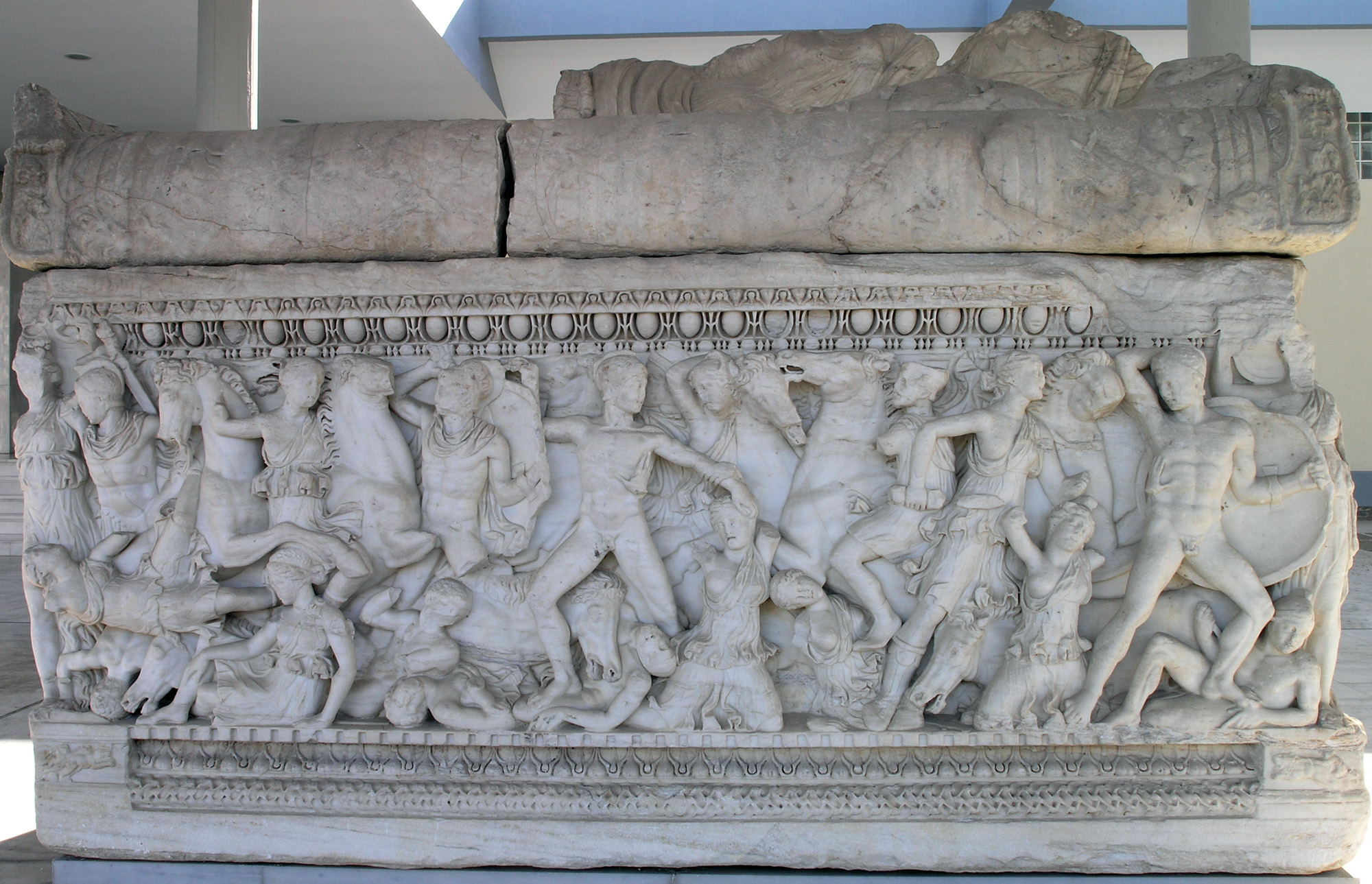
Sarcófago com cena da Amazonomaquia, século III a.C.